# Веселье ЕбиниZера
Веселье ЕбиниZера («В. Е.», «V.E», «Ебинизеры», «ЕБИНИЗРЫ») — самарское литературное объединение. Исследователи относят к такому литературному течению, как «Новый эпос».
Объединение считается одним из самых ярких неподцензурных маргинальных литературных объединений Самары XXI века.
Эстетика «В. Е.» строится на использовании творческих псевдонимов, масок, эксплуатации образа деклассированного подростка («пацана»), пропаганде «ненастоящих насилия и разврата».
Поэтическая группа имеет герб: перевернутая вниз головой ворона с крыльями птеродактиля.
Поэзия группы была музеефицирована в 2013 в Самарском литературном музее проектом «МИР-ТЕКСТ-5 способов выйти на свободу»(кураторы Андрей Рымарь и Алеся Атрощенко). Поэтическая машина № 3 была посвящена анализу поэтики нового эпоса, в частности творчества Кузьмы Курвича

## Художественные принципы
Художественные принципы стоят на сознательном снижении «художественных достоинств» текста; основным принципом выступает «собственное распространение, то есть впаривание и навязывание ―Я‖» через артистические поэтические выступления в барах, ночных клубах, ресторанах, самиздательскую деятельность.

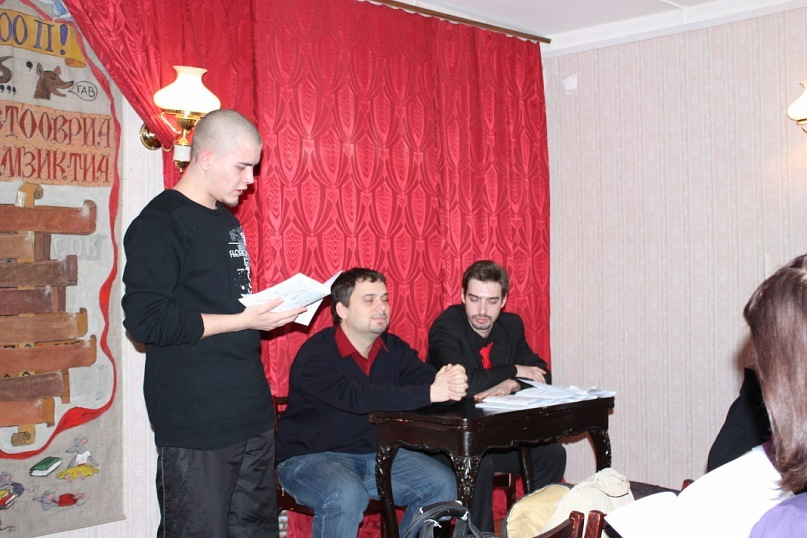
Веселье ЕбиниZера 2011. Презентация в Самарском Литературном музее.

Исследователи отмечают ироническое воспевание брутальности, которое выражается в поэтическом разыгрывании соответствующих социальных ролей: отброс общества, маргинал, неудачник, наблюдающий и фиксирующих жизнь таких же проигравших. Работает у данной группы, «мужчинские мужчины», квазивоины и квазижрецы.
Для поэзии характерна девальвации ценностей.

## История
Возникло в Самаре в 2001 г. как авангардное направление. «В.Е» считает днем начала творческого объединения 19 января 2001 года, когда четырьмя учениками 11го класса 148ой школы создают поэтические объединение .
Руководитель объединения Александр Светличкин, выступает под псевдонимом Кузьма Курвич.
2001—2002 существование в качестве проекта пародийной рэп-группы
2002—2003 смена эстетических предпочтений — переход к брутальному стилю (насилию и разврату, гопникам и лохам, сценам застолья). Придумываются псевдонимы Кузьма Курвич, Василий Свиноухов, Виктор Блядь. Читают (по большей части прозаические) тексты в подъездах многоквартирных домов, около гаражей и в зеленых зонах.
2004 — Первое выступление в баре «Сквозняк». Данная площадка на долгие годы стала основной площадкой. Вплоть до 2011 года не пропускают ни одного литературного вечера (из более чем
ста) в «Сквозняке». Формат публичных выступлений, который предусматривал приветствие высокохудожественной ненормативной лексики, в какой-то степени мотивировал переход на преимущественно поэтические тексты.
2005 — Основание собственного самиздательского лейбла. На домашнем принтере начинают выпускаться сборники маргинальной прозы и поэзии.
2006 — к объединению присоединяется участник Дмитрий Недецкий
К 2014 году вышло 17 зинов — самоиздатовских поэтических сборников с иллюстрациями участников объединения.
К 2016 году выпустят более 20 так называемых альманахов (зинов).
В 2021 году в Горький-центре (филиал Самарского литературного музея) прошло торжественное празднование 20-летия образования объединения.

## Участники
Среди авторов «В. Е.» Василий Свиноухов, Дмитрий Недецкий, Кузьма Курвич-Пацанский, С. Кукушкина, Виктор Блядь, Илюха Шалфей

Виктор Б. занимает важное место в групповой мифологии V.E., благодаря отождествлению с персонажем текстов, легенд и мифов. Виктор Б. К прототип персонажа жив, отошёл от литературной деятельности и переехал в Сызрань.
«Я сам, безусловно, ощущаю себя частью поэтического ландшафта, потому моя оценка будет предельно субъективной. Я всецело согласен с тем, что в любые времена литературные агенты (поэты, читатели, критики) бывают трех типов: „охранители“, „новаторы“ и „эстрадники“. Эти три „типа“ взаимодействуют друг с другом тремя способами: становятся либо „собутыльниками“, либо „объектами ненависти и отвращения“, либо и вовсе вступают „в интимную близость“. Особенностью именно сегодняшнего поэтического ландшафта является стремление к синкретизму, то есть сращиванию поэзии с другими видами искусства: театром, музыкой, кинематографом. Происходит это по причине неконкурентоспособности поэзии на рынке развлечений… Не думаю, что существуют единые вектор или акценты самарской поэзии. Скорее есть смысл говорить о нескольких тенденциях, ведущей из которых является обозначенное выше стремление к синкретизму. Нашу ситуацию я могу сравнить только с ситуацией в Тольятти, где, на мой взгляд, „охранители“ и „новаторы“ находятся в тесном взаимодействии, не в пример самарской четко обозначенной границе между сторонниками и противниками „Союза Писателей“». — Кузьма Курвич
Кузьма Курвич (род. 1984), поэт и DIY-издатель, участник и один из создателей самарских проектов «Литературное ПТУ» и «Веселье ЕбиниZера», который в представленных в антологии миниатюрах обращается к трансгрессивной телесности, манифестации иронического письма и постконцептуальной пародии системы вещей.Кузьма Курвич, Виктор Блядь неслучайно выбрали себе псевдонимы, недвусмысленно указывающие на социальное лузерство: 
Семантика псевдонимов отсылает к «нечистым женщинам» патриархатной культуры, что усиливает мотивы проигрыша и поражения, при этом агрессия у «Ебинизеров», часто прибегающих в своих текстах к обсценной лексике, чисто демонстративная, она локализуется в словах и ими исчерпывается. — Ирина Саморукова

## Критика
Критики помечают, что поэзия ЕбиниZеров — это «уютно-подъездный мир» алкоголиков, гопников, зэков и проституток, но авторы только играют в маргиналов и жителей социальной и городской обочины.